# Gravity Recovery and Climate Experiment
Pour les articles homonymes, voir Grace.
Gravity Recovery And Climate Experiment plus connue par son acronyme GRACE et GRACE-FO (GRACE-Follow on) sont deux missions spatiales similaires, de la NASA et de l'agence spatiale allemande (DLR), lancées respectivement en mars 2002 et mai 2018. Toutes deux effectuent des mesures détaillées de la gravité terrestre. Les données recueillies permettent de connaître la répartition détaillée des masses au sein de la planète et ses variations dans le temps. Pour y parvenir, ces missions utilisent deux satellites travaillant en tandem. Les positions relatives des deux satellites et les variations de leurs orbites sont exploitées pour mesurer l'évolution du champ gravitationnel dans la région survolée. Ce type d'information joue un rôle important dans l'étude des océans, de la géologie et du climat de la Terre.

## Contexte
GRACE est développé conjointement par le centre de recherche spatial de l'université du Texas à Austin, du Jet Propulsion Laboratory à Pasadena en Californie, l'agence spatiale allemande, le centre de recherche allemand pour les sciences de la Terre à Potsdam. Le JPL est responsable de la mission dans son ensemble dans le cadre du programme Earth System Science Pathfinder (ESSP) de la NASA. Cette mission spatiale fait partie du programme Earth Observing System qui regroupe un ensemble de satellites de la NASA chargés de collecter des données sur de longues périodes sur la surface de la Terre, la biosphère, l'atmosphère terrestre et les océans de la Terre.

## Objectifs

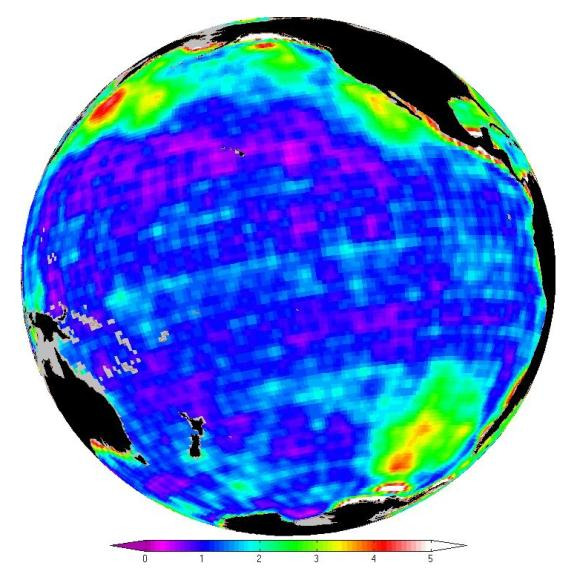
Différences de pression au fond des océans mesurées par GRACE.

Les cartes générées mensuellement par GRACE sont 1 000 fois plus précises que les cartes qui existent auparavant ce qui permet d'améliorer la précision de nombreuses techniques utilisées par les océanographes, les hydrologues, les glaciologues, les géologues, les climatologues, et autres scientifiques observant les phénomènes naturels. La mesure du champ gravitationnel de la Terre par GRACE permet ainsi aux scientifiques de mieux comprendre des processus naturels importants comme, exemples parmi d'autres, la diminution de l'épaisseur des inlandsis polaires, la circulation de l'eau dans les océans (circulation thermohaline) ou les grands bassins hydrographiques (répartition entre aquifères et système fluviale, temps de transfert et écoulements), et les écoulements, lents du manteau terrestre (solide), plus rapides dans le noyau externe (liquide), dans l'intérieur de la Terre.
En océanologie, une des applications les plus importantes est la compréhension de la circulation océanique globale. Les « vallées » et les « collines » de la surface de l'océan, écarts de topographie entre la « surface réelle » de l'océan et le géoïde, sont produits d'une part par les courants marins, d'une autre part par les variations temporelles et géographiques de la pression atmosphérique et des champs de vents associés, et enfin par les variations locales du champ gravitationnel. GRACE permet de séparer ces diverses origines et de mieux mesurer les courants océaniques et leurs effets sur le climat. Les données de GRACE sont également importantes pour déterminer l'origine de l'élévation du niveau de la mer et dans quelle mesure celle-ci est due à la masse d'eau provenant de la fonte des glaciers ou à la dilatation thermique des eaux chaudes ou aux changements de salinité.

## Principes de mesure
GRACE est la première mission dans l'histoire du vol spatial à ne pas utiliser les ondes électromagnétiques transmises depuis la surface de la Terre et/ou de l'atmosphère pour effectuer ses mesures. GRACE utilise à la place un système de mesure de distance reposant sur des émissions micro-ondes qui mesure les variations de vitesse et de distance entre deux satellites identiques volant sur la même orbite polaire à une distance de 220 km l'un de l'autre et à 500 km au-dessus du sol terrestre. Le système de mesure est si sensible qu'il peut détecter des changements de distance de 10 micromètres soit un dixième de l'épaisseur d'un cheveu humain sur une distance totale de 220 km. Lorsque les deux satellites GRACE effectuent leurs 16 révolutions quotidiennes autour de la Terre, leur trajectoire est perturbée par les variations du champ gravitationnel terrestre. Lorsque le premier satellite passe au-dessus d'une région où la gravité est un petit peu plus importante, le satellite est attiré par l'anomalie du champ gravitationnel et la distance avec le satellite qui le suit est modifiée. Après avoir franchi l'anomalie, le premier satellite reprend sa vitesse normale tandis que les paramètres de la trajectoire du deuxième satellite sont à leur tour affectés. En mesurant de manière continue les modifications de distance entre les deux satellites et en combinant ces informations avec la position des satellites fournie par des récepteurs GPS, les scientifiques peuvent reconstituer une carte détaillée du champ gravitationnel terrestre.
Les deux satellites maintiennent en permanence une liaison montante et descendante entre eux. La mesure de distance est effectuée en comparant le décalage de fréquence au niveau de cette liaison. Pour compléter ces données, les vaisseaux mesurent leurs propres mouvements en utilisant des accéléromètres. Toutes ces informations sont envoyées aux stations au sol. Pour fournir des points de référence et maintenir l'orientation des vaisseaux, ceux-ci utilisent des capteurs d'étoile, des magnétomètres et des récepteurs GPS. Les satellites GRACE ont également des réflecteurs laser qui permettent de mesurer la distance depuis la station au sol par laser.

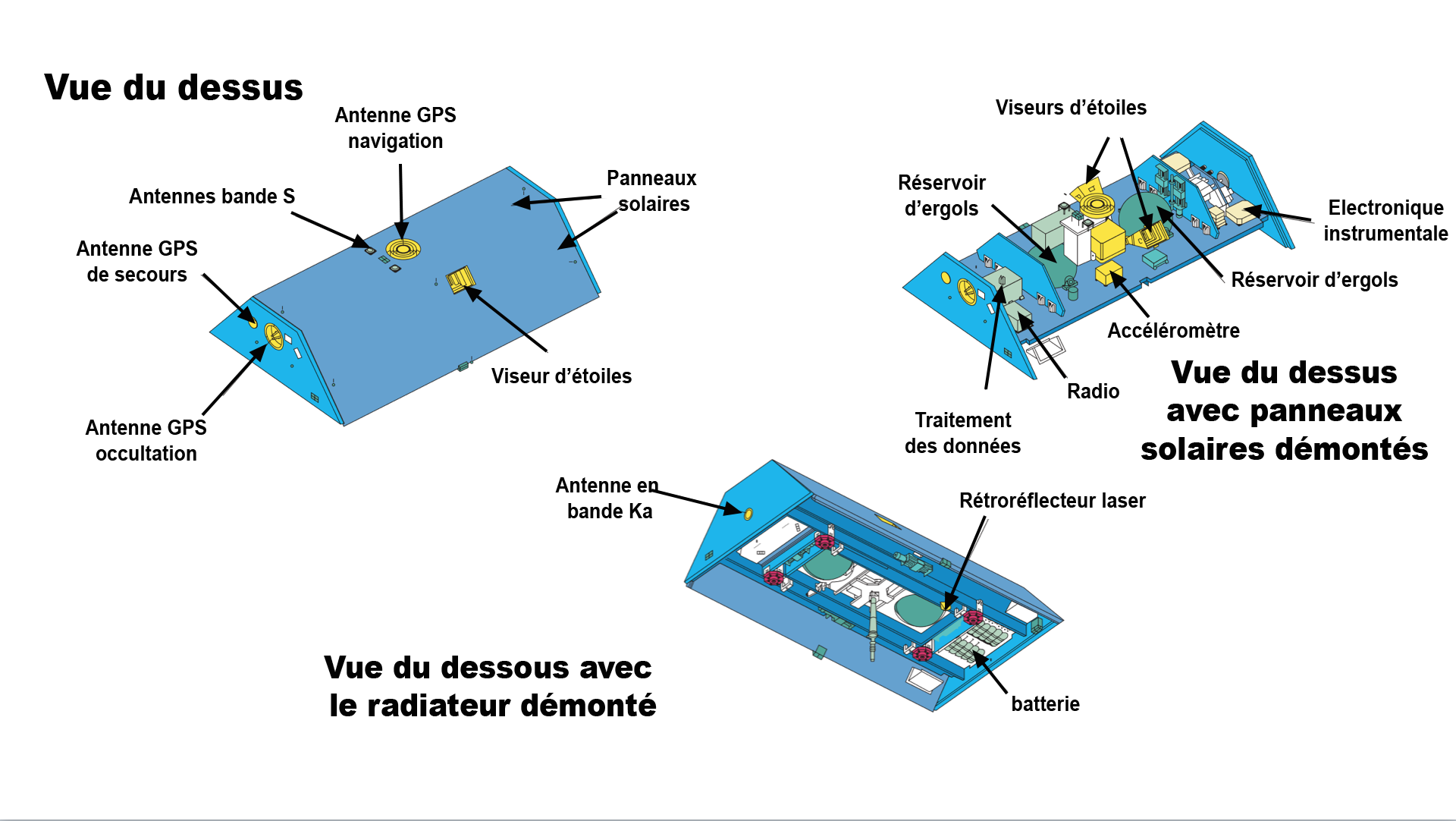
Schéma du satellite GRACE.

## Caractéristiques techniques

### Plateforme
La mission utilise deux satellites exactement identiques. Chaque satellite a une section trapézoïdale et est long de 3,122 mètres pour une hauteur de 0,72 m et une largeur à la base de 1,942 m et au sommet de 0,693 m. Chacun des satellites à une masse de 432 kg dont 34 kilogrammes de gaz utilisé pour la propulsion et 40 kg de charge utile. La structure est réalisée avec en polymère renforcé de fibres de carbone caractérisé par un coefficient de dilatation thermique très faible qui garantit la qualité des mesures de distance entre satellite. Le satellite est stabilisé sur 3 axes : son orientation dans l'espace est maintenue fixe à l'aide de six capteurs solaires CESS (Coarse Earth Sun Sensor) montés sur chaque face du satellite. Ceux-ci permettent d'établir la direction du Soleil avec une précision de 3 à 6° et celle de la Terre avec une précision de 5 à 10 degrés, un magnétomètre Förster fixé sur une perche qui affine ces mesures. Le pointage de précision est effectué à l'aide du viseur d'étoiles SCA (Star Camera Assembly) dérivé de ASC (utilisé par le satellite Ørsted) et d'un récepteur GPS. Une centrale à inertie sur 3 axes vient compléter ces données. Les corrections d'orientation sont effectuées à l'aide de 3 magnéto-coupleurs et de 12 propulseurs à gaz froid (azote). Les faces supérieures et latérales du satellite sont recouvertes de cellules photovoltaïques qui fournissent 150 à 210 watts d'énergie électrique dont 75 sont utilisés par la charge utile. Des accumulateurs nickel-hydrogène d'une capacité de 16 Ah fournissent l'énergie lorsque le satellite est plongé dans l'ombre de la Terre. La durée de vie de la plate-forme est de 5 ans. Environ 80% des composants électroniques sont des composants acquis dans le commerce.

### Instruments

#### KBR
KBR (K/Ka-Band Ranging) est l'instrument principal du satellite. Son rôle est de mesurer la distance entre les deux satellites avec une précision de l'ordre du micromètre. Il repose sur l'analyse de la phase des signaux envoyés par les deux satellites en bande K et Ka. Chaque satellite analyse les signaux émis par l'autre satellite.

#### LRI (GRACE-FO seulement)
LRI (Laser Ranging Interferometer) est un instrument expérimental embarqué uniquement sur GRACE-FO et qui remplit le même objectif que KBR à savoir mesurer la distance entre les deux satellites. À cet effet, il utilise un laser dont la lumière est analysée sur l'autre satellite.

#### Accéléromètre
L'accéléromètre SuperStar, dérivé de l'instrument STAR embarqué à bord de CHAMP mais avec une précision 10 fois supérieure, mesure l'accélération gravitationnelle due aux forces de traînée et à la pression de radiation (Soleil et Terre) et subie par le satellite. SuperStar est monté au centre de gravité du satellite.

#### Réflecteur laser
Le satellite embarque un rétroréflecteur laser LRA (Laser Corner-cube Reflector Assembly) qui est illuminé par un laser pointé depuis le sol permet de mesurer l'altitude de l'orbite avec une précision de 1 à 2 centimètres.

#### Récepteur GPS
Le récepteur GPS est utilisé pour déterminer avec une très grande précision l'orbite suivi par le satellite et effectuer des mesures d'occultation radio. L'appareil utilisé pour GRACE-FO contrairement à celui de GRACE permet d'exploiter également les signaux des systèmes de navigation par satellites européen Galileo et russe GLONASS.

### Fournisseurs
Les satellites sont construits par Astrium en Allemagne et utilisent sa plate-forme « Flexbus ». Les systèmes à fréquence micro-ondes et les algorithmes de contrôle et de détermination de l'orientation sont fournis par Space Systems/Loral. La caméra utilisée pour le capteur d'étoiles est fourni par l'université technique du Danemark. L'ordinateur et le récepteur GPS de haute précision sont fournis par le JPL à Pasadena. L'accéléromètre de haute précision utilisé pour isoler les effets de l'atmosphère et du vent solaire des variations gravitationnelles est fourni par l'ONERA.

## Déroulement de la mission GRACE (2002-2017)
Les satellites GRACE sont placés en orbite le 17 mars 2002 par un lanceur Rokot tirée depuis le cosmodrome de Plessetsk en Russie fournie par la société Eurockot. Les deux satellites surnommés Tom et Jerry sont placés sur la même orbite polaire située à une altitude de 500 kilomètres et avec une inclinaison orbitale de 89°. L'étage supérieur du lanceur Briz-KM, libère un des deux satellites avec une vitesse légèrement supérieure (0,5 m/s) pour que ceux-ci soient séparés par une distance comprise entre 170 et 270 kilomètres. Par la suite les satellites utilisent leur propulsion à gaz froid pour maintenir leur distance respective dans cette fourchette de valeur. Il est prévu à l'époque que l'altitude de l'orbite s'abaisse graduellement à 300 km à l'issue de la mission primaire .
La phase de recette s'achève le 14 mai 2003. En octobre 2005, la NASA donne son accord pour l'extension de la mission jusqu'en 2009. En décembre 2005, la position respective des deux satellites est inversée pour préserver l'antenne cornet (bande Ka) du satellite de tête qui subit une érosion liée à l'impact des atomes d'oxygène présents dans l'atmosphère résiduelle. La NASA et la DLR décident en juin 2010 de prolonger la mission jusqu'à l'épuisement de ses ergols, événement qui doit intervenir entre 2013 et 2015 en fonction de l'activité solaire, du degré de sollicitation des moteurs-fusées et de l'état des accumulateurs. La dégradation de l'orbite est bien inférieure à celle prévue puisqu'en 2011 les satellites circulent encore à une altitude de 455 km. En septembre 2014, l'altitude est de 410 kilomètres et décroit d'environ 49 mètres par jour. Chaque satellite dispose encore de 9 à 10 kilogrammes de gaz froid ce qui garantit leur fonctionnement au minimum jusqu'en 2017. La position respective des deux satellites est de nouveau inversée en juillet 2014. Courant 2016, les satellites GRACE commencent à voir leur capacité opérationnelle fortement réduite. La collecte des données est affectée par la perte de plusieurs éléments des accumulateurs et d'un des deux accéléromètres. La NASA souhaite un recouvrement entre GRACE et son successeur GRACE-FO dont le lancement est prévu fin 2017. En octobre 2017, la dégradation de l'état des accumulateurs d'un des deux satellites entraîne la fin de la mission. Les ergols restants sont utilisés pour accélérer la rentrée atmosphérique et la destruction des deux satellites qui intervient le 24 décembre 2017 pour GRACE-2 et le 10 mars 2018 pour GRACE-1,.

## La suite de GRACE: la mission GRACE-FO (mai 2018-)
Les deux agences spatiales lancent fin 2012 le développement d'une deuxième série de satellites aux caractéristiques très proches des originaux pour poursuivre les mesures du champ gravitationnel de la Terre. Les caractéristiques des satellites sont quasiment identiques à celles de la mission précédente hormis un nouvel instrument constitué par un interféromètre laser expérimental utilisé pour mesurer la distance entre les deux satellites. Le lancement prévu initialement en août 2017 est repoussé à plusieurs reprises à la suite de problèmes rencontrés sur le lanceur. Le lanceur Dnepr prévu initialement devient indisponible en 2016 puis le lanceur Falcon 9 sélectionné en remplacement est victime d'une explosion au sol en septembre 2016 qui repousse la date de lancement de plusieurs mois supplémentaires. Les deux satellites GRACE-FO doivent décoller depuis la base de lancement de Vandenberg (Californie). La charge utile du lanceur Falcon 9 comprend également cinq satellites de télécommunications Iridium NEXT. GRACE-FO décolle de Vandenberg le 22 mai 2018 à 19 h 48 et est placé sur une orbite polaire à une altitude de 490 kilomètres avec une inclinaison orbitale de 89°.

## Résultats

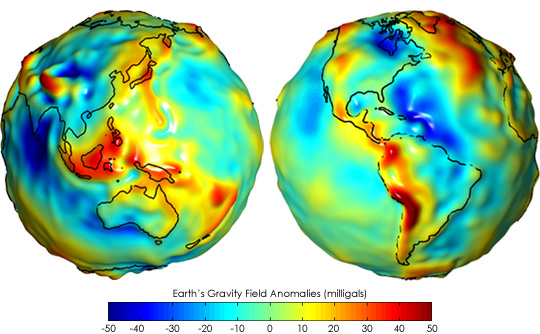
Carte des anomalies du champ gravitationnel construite à partir des données fournies par GRACE.

### Mission GRACE
Les résultats suivants sont obtenues grâce aux données recueillies par GRACE :
- L'assèchement des aquifères dans certaines régions de la planète comme l'Inde, souvent lié aux pompages intensifs trop importants, peut être mis en évidence.
- La mission permet de détecter les régions où l'assèchement des sols sont susceptibles d'accroître les phénomènes de sécheresse.
- GRACE permet de chiffrer précisément le rythme de la fonte des glaces dans les régions polaires. Le Groenland perd en moyenne 280 gigatonnes de glace par an tandis que l'Antarctique en perd 120 gigatonnes.
- Le rythme de l'élévation moyenne du niveau des océans est mesuré précisément grâce aux satellites franco-américains Jason. Les données de GRACE permettent d'évaluer le rôle respectif des deux processus à l'origine de cette élévation : le réchauffement des eaux (des eaux plus chaudes occupent plus de volume) et les changements de la masse des eaux. Ainsi la baisse du niveau des océans de 2011 peut être expliqué par des événements liés à La Niña : les eaux s'évaporent et génèrent des précipitations intenses sur l'Australie, l'Amérique du Sud et l'Asie.
- En physique de la gravitation, les données obtenues avec GRACE permettent de revoir l'analyse des résultats fournis par l'expérience LAGEOS destinée à mesurer l'effet Lense-Thirring.
- En géologie, en 2006, une équipe de chercheurs dirigée par Ralph von Frese et Laramie Potts découvrent grâce aux données de GRACE, le cratère Wilkes Land de 480 km de diamètre situé sous les glaces de l'Antarctique, qui s'est sans doute formé il y a environ 250 Ma [12].
- En hydrogéologie et en géodynamique, GRACE est utilisé pour cartographier le cycle hydrologique du bassin amazonien, et la position ainsi que l'importance des rebonds post-glaciaires.
- En sismo-tectonique, GRACE permet également d'analyser les glissements tectoniques au sein de la croûte terrestre à la suite du séisme du 26 décembre 2004 dans l'océan Indien[13].
- En océanologie encore, les scientifiques développent une nouvelle manière de calculer la pression au fond des océans, une donnée aussi importante pour les océanographes que la pression atmosphérique pour les météorologues, en utilisant les données de GRACE[14].

Animations réalisées à partie des données collectées par GRACE
Anomalies du champ gravitationnel au niveau des continents.
Anomalies du champ gravitationnel au niveau des océans.

### Documents de références
Documents de la NASA
- (en) NASA, GRACE-FO Launch Press Kit, NASA, mai 2018, 38 p. (lire en ligne)Dossier de présentation à la presse de la mission GRACE-FO.